# George Rimando
George Beluso Rimando (ur. 22 lutego 1953 w Tagum) – filipiński duchowny rzymskokatolicki, od 2006 biskup pomocniczy Davao.

## Życiorys
Święcenia kapłańskie przyjął 22 kwietnia 1980 i został inkardynowany do archidiecezji Davao. Po krótkim stażu wikariuszowskim został nauczycielem w seminarium w Tagum. W latach 1987–1997 pracował w kurii jako dyrektor wydziału duszpasterskiego. W 1997 wyjechał do Stanów Zjednoczonych i współpracował z tamtejszą Konferencją Episkopatu. W 2001 powrócił do kraju i podjął pracę duszpasterską w parafiach archidiecezji Davao.
4 marca 2006 został mianowany biskupem pomocniczym Davao i biskupem tytularnym Vady. Sakry biskupiej udzielił mu 25 maja 2006 abp Fernando Capalla.